# Nordwind Airlines
Nordwind Airlines (offiziell auch auf russisch Северный ветер) ist eine russische Charterfluggesellschaft mit Sitz in Moskau und Basis auf dem Flughafen Moskau-Scheremetjewo.

## Geschichte
Die Fluggesellschaft wurde im Mai 2008 gegründet und nahm im Dezember desselben Jahres den Flugbetrieb mit zunächst drei Flugzeugen des Types Boeing 757-200 auf. Die Fluggesellschaft wuchs in der darauf folgenden Zeit rasant und weitere Flugzeuge wurden eingeflottet. Eine erste Boeing 767-300ER kam im Mai 2009 zur Flotte. Des Weiteren folgte eine Boeing 777-200ER Anfang April 2013.
Im April 2022 wurde die Gesellschaft auf die als „Schwarze Liste“ bezeichnete EU-Flugsicherheitsliste gesetzt und ihr damit der Betrieb in der EU untersagt. Grund dafür ist, dass die russische Föderale Agentur für Lufttransport russischen Gesellschaften erlaubt, ausländische Luftfahrzeuge ohne gültiges Lufttüchtigkeitszeugnis zu betreiben.

## Flugziele
Nordwind Airlines fliegt neben Zielen innerhalb Russlands auch Kirgistan, Tadschikistan und Kuba an.

## Flotte

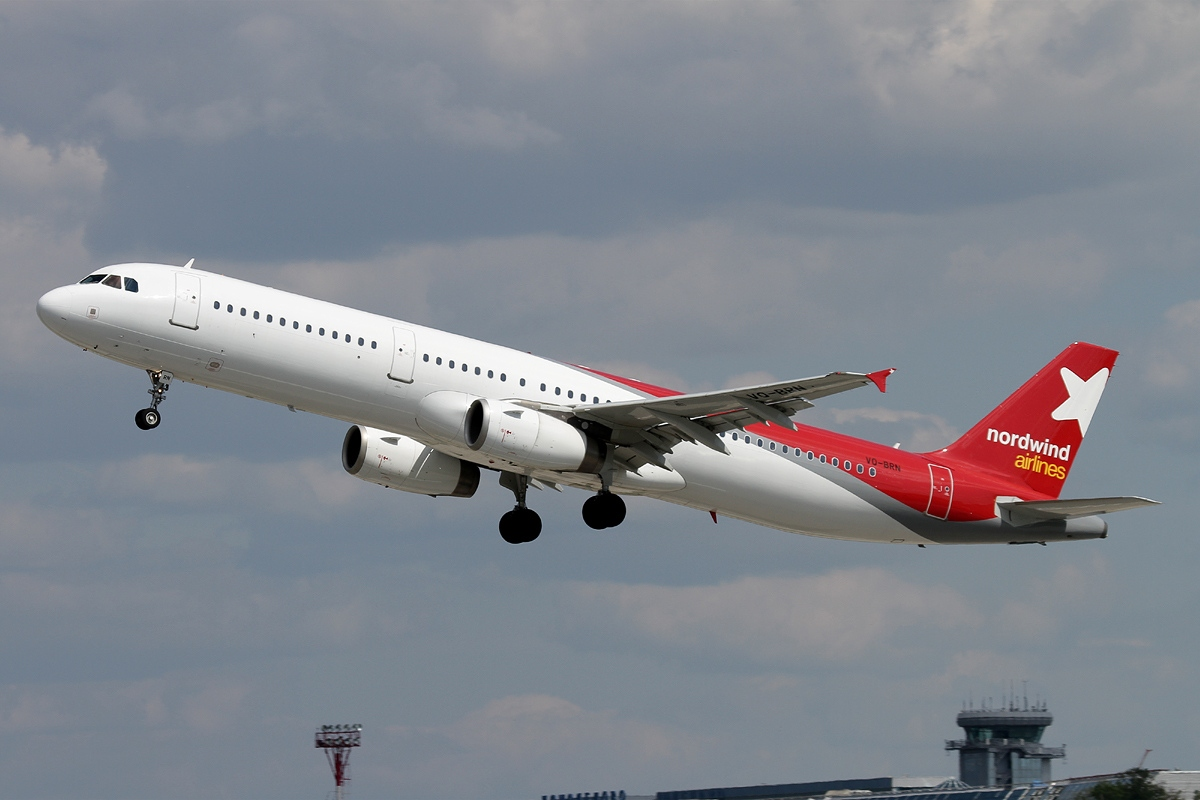
Airbus A321-200 der Nordwind Airlines

Mit Stand November 2024 besteht die Flotte der Nordwind Airlines aus 27 Flugzeugen mit einem Durchschnittsalter von 15,5 Jahren:
| Flugzeugtyp      | Anzahl | bestellt | Anmerkungen                                 | Sitzplätze                   |
| ---------------- | ------ | -------- | ------------------------------------------- | ---------------------------- |
| Airbus A321-200  | 05     |          | drei inaktiv                                | 214(-/-/214) 220 (-/-/220)   |
| Airbus A321neo   | 02     |          | eine inaktiv; übernommen von Holiday Europe | 218 (-/-/218)                |
| Airbus A330-200  | 02     |          |                                             | 361 (-/-/361) 365 (-/7/358)  |
| Airbus A330-300  | 03     |          | zwei inaktiv                                | 293 (-/34/259) 408 (-/-/408) |
| Boeing 737-800   | 11     |          | eine inaktiv                                | 189 (-/-/189)                |
| Boeing 777-200ER | 02     |          |                                             | 440 (-/-/440)                |
| Boeing 777-300ER | 02     |          | eine inaktiv                                | 486 (-/-/486)                |
| Gesamt           | 27     |          |                                             |                              |

### Ehemalige Flugzeugtypen
- Airbus A320-200
- Boeing 757-200
- Boeing 767-300ER

## Zwischenfälle
- Bei Flug N4-1801[8] am 10. Januar 2020 wurde bei einer harten Landung mit einer drei Jahre alten A321 (Luftfahrzeugkennzeichen: VQ-BRS) auf dem Flughafen Antalya (AYT) das Bugfahrwerk ins Innere der Kabine gedrückt. Da es sich um einen Positionierungsflug handelte, waren keine Passagiere mit an Bord. Laut Schilderung des Kapitäns wurde das Flugzeug beim Landeanflug von Scherwinden erfasst und schlug infolgedessen mit dem Bug hart auf der Runway auf. Die Piloten starteten durch. Beim anschließenden Steigflug fielen dann ebenfalls beide Haupt-Hydrauliksysteme aus. Die beiden Piloten entschieden sich für eine Sichtlandung auf der Landebahn 36C.[9][10]

In einem Zwischenbericht stellte das Zwischenstaatliches Luftfahrtkomitee fest, dass der Stimmenrekorder im verunfallten Flugzeug VQ-BRS nach dem Unfall, aber vor Eintreffen der Untersuchungskommission, ersetzt wurde. Auf dem nach dem Unfall in VQ-BRS eingebauten Stimmenrekorder fand sich die Aufzeichnung eines Fluges N4-1802 (nicht N4-1801) von VP-BHN (nicht VQ-BRS), die von einem Tag nach dem Unfall stammte. Der Stimmenrekorder war zum Austausch im Handgepäck mit einem Aeroflot-Flug eingeflogen worden.